# Яппи
Я́ппи (англ. Yuppie, аббр. от Young Urban Professional Person + суфф. -ie — молодой городской профессиональный человек; иногда встречается вольное толкование от Young, UPwardly-mobile Professional + суфф. -ie — молодой поднимающийся профессионал) — молодые состоятельные люди, ведущие построенный на увлечении профессиональной карьерой и материальном успехе, активный светский образ жизни. 
Яппи имеют высокооплачиваемую работу, в одежде предпочитают деловой стиль. Основной критерий принадлежности к «яппи» — успешность в бизнесе.

## История
Понятие «яппи» возникло  в США в начале 1980-х годов; яппи зародились в рейгановские времена как антитеза предшествующим им хиппи.
Журнал Newsweek назвал 1984 год «годом яппи». 

## Атрибуты
Яппи:
- имеет высокооплачиваемую работу;
- в одежде предпочитает деловой стиль (респектабельный яппи носит строгий костюм — шерстяной и очень дорогой, потому что его одежда — это его витрина; настоящий яппи, кроме того, придерживается консервативных цветов — это касается и рубашек[6]);
- следит за модой;
- посещает фитнес-центры;
- обладает мобильным телефоном (смартфоном) последней модели, самым дорогим лаптопом и прочими новинками IT-индустрии;
- обладает быстрым и, конечно же, дорогим автомобилем;
- живёт в дорогой квартире (например, лофт или пентхаус), обставленной эксклюзивной мебелью;
- обычно один, без семьи.

## Мировоззрение
Яппи обычно терпимо относятся к случайным сексуальным связям до брака и к изменам (как к расторжению договора между свободными равноправными сторонами), что не мешает им признавать институт семьи. Часто внешними проявлениями мировоззрения «яппи» выступают цинизм, прагматизм и презрение по отношению к менее успешным людям (неудачникам, англ. loser), аполитичность. Самая любимая тема яппи — нехватка времени. Публично обсуждать свои болезни и вообще проблемы в кругу яппи не принято, условия игры требуют выглядеть бодрым, здоровым и энергичным. Яппи любят свою работу и делают её с удовольствием.
В сообществах яппи табуировано проявление зависти и ненависти, считаемых уделом неудачников. Также табуирована открытая агрессия. Сообщества выглядят дружелюбными и вежливыми. Практически всё возможное недружелюбие в этих сообществах сводится к намёкам — иногда грубым — на бедность и неудачливость собеседника, чаще всего на основании наличия у него недостаточно дорогих или современных личных аксессуаров.
Для яппи не свойственно хвастаться перенесёнными ударами судьбы как достижениями. Удары судьбы и неприятности принято скрывать. Типичный яппи не переживает по поводу перенесённых неприятностей, он анализирует их с точки зрения логики и рационализма, старается не вспоминать. Длительная эмоциональная фиксация на таких ситуациях — не их черта.
У яппи практически отсутствует понятие «заслужил». При этом у них не вызывает никакого отторжения фраза «кто первый встал — того и тапки», понимаемая зачастую как естественный закон бытия.
Яппи, как правило, не имеет близких друзей. Практически никогда яппи не бывает сильно погружён в неформальное сообщество — мотоциклистов, любителей музыкальных стилей, ролевых игр и исторической реконструкции, неорганизованного туризма, походов и другого. Таковые «неформалы» зачастую презираемы яппи за «страдание ерундой по жизни».
Два яппи могут составить очень прочную семейную пару ввиду схожих ценностей у обоих. Тем не менее, для женщин-яппи характерна так называемая «серийная моногамия» — последовательность нескольких недолго продлившихся фактических браков.
Гендерные роли в сообществах яппи стёрты. Не ценится классическая женственность, считается бессмысленной — а то и вульгарной — классическая мужественность. Пол там играет роль практически исключительно в ситуациях эротического ухаживания. Отношение к случайным сексуальным связям —  терпимое, они считаются неизбежной стороной жизни.
Яппи являются теми, на ком основано «общество потребления».
Психотип «яппи» обнаруживает заметные нарциссические черты (описание нарциссических черт смотри в книгах: Отто Кернберг «Отношения любви: норма и патология» и «Агрессия при расстройствах личности и перверсиях»).

## Яппи в России
В России понятие яппи применяется с поправкой на то, что профессионализм не всегда зависит от полученного образования.